# Пиронемовые
Пироне́мовые (лат. Pyronemataceae) — семейство аскомицетов, входящее в порядок Пецицевые (Pezizales).

## Описание
Плодовые тела — апотеции или клейстотеции, небольших или довольно крупных размеров, дисковидной или чашевидной формы, сидячие или на короткой ножке, нередко яркоокрашенные, с иногда окружённым бурым опушением гименофором. Клейстотеции обычно подземные, толстостенные, полые или не полые. Аски цилиндрической формы, неамилоидные. Споры асептированные, одноядерные, обычно эллиптической формы, буроватые или неокрашенные, с гладкой или орнаментированной поверхностью.

## Экология
Представители семейства — сапротрофы или микоризообразователи, произрастающие на земле, под землёй или на гниющей древесине.

## Таксономия
Вероятно, семейство полифилетично, однако соответствующие молекулярные исследования не проводились. Возможно, семейства Ascodesmidaceae J. Schröt., 1893 и Glaziellaceae J.L. Gibson, 1986 являются синонимами Пиронемовых.

### Синонимы
- Aleuriaceae Le Gal ex Arpin, 1969
- Geneaceae Trappe, 1979
- Geoporaceae Kreisel, 1969
- Humariaceae Velen., 1934
- Otideaceae Eckblad, 1968
- Pustulariaceae Bonord., 1864
- Scutelliniaceae (Korf) Locq., 1984
- Sphaerosomataceae Bail, 1858

### Роды
- Acervus Kanouse, 1938
- Aleuria Fuckel, 1870 — Алеврия
- Aleurina Massee, 1898
- Anthracobia Boud., 1885 — Антракобия
- Aparaphysaria Speg., 1922
- Ascorhizoctonia Chin S. Yang & Korf, 1985 — анаморфа
- Byssonectria P. Karst., 1881 — Биссонектрия
- Chaetothiersia B.A. Perry & Pfister, 2008
- Cheilymenia Boud., 1885 — Хейлимения
- Complexipes C. Walker, 1979 — анаморфа
- Dictyocoprotus J.C. Krug & R.S. Khan, 1991
- Eoaleurina Korf & W.Y. Zhuang, 1986
- Galeoscypha Svrcek & J. Moravec, 1989
- Genea Vittad., 1831
- Geneosperma Rifai, 1968
- Geopora Harkn., 1885
- Geopyxis (Pers.) Sacc., 1889 — Геопиксис
- Gilkeya M.E. Smith, Trappe & Rizo, 2007
- Hiemsia Svrcek, 1969
- Humaria Fuckel, 1870 — Гумария
- Hypotarzetta Donadini, 1985
- Kotlabaea Svrcek, 1969
- Lamprospora De Not., 1863 — Лампроспора
- Lathraeodiscus Dissing & Sivertsen, 1989
- Lazuardia Rifai, 1988
- Leucoscypha Boud., 1885
- Luciotrichus R. Galán & Raitv., 1995
- Melastiza Boud., 1885 — Меластица
- Miladina Svrcek, 1972
- Neottiella (Cooke) Sacc., 1889
- Nothojafnea Rifai, 1968
- Octospora Hedw., 1789 — Октоспора
- Octosporella Döbbeler, 1980
- Otidea (Pers.) Bonord., 1851
- Otideopsis B. Liu & J.Z. Cao, 1987
- Oviascoma Y.J. Yao & Spooner, 1996
- Parascutellinia Svrcek, 1975
- Paratrichophaea Trigaux, 1985
- Paurocotylis Berk., 1855
- Pseudaleuria Lusk, 1987
- Pseudombrophila Boud., 1885
- Pustularia Fuckel, 1870
- Pyronema Carus, 1835 — Пиронема
- Pyropyxis Egger, 1984
- Ramsbottomia W.D. Buckley, 1924
- Rhizoblepharia Rifai, 1968
- Rhodoscypha Dissing & Sivertsen, 1983
- Rhodotarzetta Dissing & Sivertsen, 1983
- Scutellinia (Cooke) Lambotte, 1887 — Скутеллиния
- Smarodsia Raitv. & Vimba, 2006
- Sowerbyella Nannf., 1938
- Sphaerosoma Klotzsch, 1839
- Sphaerospora (Sacc.) Sacc., 1889
- Sphaerosporella (Svrcek) Svrcek & Kubicka, 1961
- Spooneromyces T. Schumach. & J. Moravec, 1989
- Stephensia Tul. & C. Tul., 1851
- Tarzetta (Cooke) Lambotte, 1888 — Тарзетта
- Tricharina Eckblad, 1968
- Trichophaea Boud., 1885
- Trichophaeopsis Korf & Erb, 1972
- Warcupia Paden & J.V. Cameron, 1972
- Wenyingia Zheng Wang & Pfister, 2001
- Wilcoxina Chin S. Yang & Korf, 1985